# Lionel Carmant
Lionel Carmant, né en 1965 en Haïti, est un neurologue, chercheur et homme politique québécois, élu député de Taillon à l'Assemblée nationale du Québec sous la bannière de la Coalition avenir Québec lors des élections générales du 1er octobre 2018.
Il est ministre délégué à la Santé et aux Services sociaux de 2018 et 2022, puis ministre responsable des Services sociaux depuis le 20 octobre 2022.

## Biographie
Né en 1965 en Haïti, alors gouvernée par le dictateur François Duvalier, il arrive au Québec à l’âge de quatre ans avec ses parents, tous les deux professeurs.

### Études
Lionel Carmant termine son doctorat en médecine en 1986 à l'Université de Sherbrooke. Il fait sa résidence au Centre hospitalier universitaire de Sherbrooke (CHUS), deux ans en pédiatrie suivi de deux autres en neurologie. De 1990 à 1992, il poursuit une résidence à l'Université McGill dont six mois de recherche fondamentale en neurochimie des épilepsies. Par la suite, de 1992 à 1994, il poursuit au Boston Children's Hospital, un stage postdoctoral en épilepsie pédiatrique de l’Université Harvard.

### Carrière professionnelle
À partir de 1994, il travaille comme médecin au Centre hospitalier universitaire Sainte-Justine. Au cours des années, il cumule les titres au CHU Ste-Justine: directeur de la clinique d'épilepsie, directeur du groupe de recherche sur l'épilepsie et directeur de l’Unité de Recherche en Imagerie au Centre de recherche, et finalement, en 2015 il est chef du service de neurologie.
À compter de 1994, il devient également professeur à l'Université de Montréal, d'abord comme professeur adjoint pour devenir à partir de 2008, professeur titulaire.
Il a plus d'une centaine de publications portant principalement sur l’épilepsie.

### Carrière politique
Le 17 juin 2018, Lionel Carmant se porte candidat de la Coalition avenir Québec (CAQ) dans la circonscription de Taillon, en Montérégie sur la Rive-Sud de Montréal. Le 1er octobre 2018, il est élu député à l'Assemblée nationale du Québec l'emportant dans une circonscription péquiste depuis 42 ans.
Le 18 octobre 2018, il est nommé ministre délégué à la Santé et aux Services sociaux, avec comme mandat de seconder sa collègue Danielle McCann, la nouvelle ministre de la Santé et des Services sociaux.
Le 5 décembre 2018, il présente le projet de loi 2 visant à resserrer l'encadrement législatif sur le cannabis, celui-ci prévoit entre autres de faire passer la consommation légale de cannabis de 18 à 21 ans. Ces modifications législatives entrent d'ailleurs en vigueur le 1er janvier 2020.
Réélu lors des élections du 3 octobre 2022, il est nommé le 20 octobre suivant, ministre responsable des Services sociaux.

## Résultats électoraux
|                                                                                               | Nom                         | Parti                 | Nombre de voix | %      | Maj.  |
| --------------------------------------------------------------------------------------------- | --------------------------- | --------------------- | -------------- | ------ | ----- |
|                                                                                               | Lionel Carmant (sortant)    | Coalition avenir      | 14 635         | 41,5 % | 7 475 |
|                                                                                               | Andrée-Anne Bouvette-Turcot | Parti québécois       | 7 160          | 20,3 % | -     |
|                                                                                               | Manon Blanchard             | Québec solidaire      | 6 663          | 18,9 % | -     |
|                                                                                               | Omar Cissé                  | Libéral               | 4 096          | 11,6 % | -     |
|                                                                                               | Pierre-Marc Boyer           | Conservateur          | 2 280          | 6,5 %  | -     |
|                                                                                               | Frédéric Ouellet            | Climat Québec         | 336            | 1 %    | -     |
|                                                                                               | Pierre Savignac             | L'union fait la force | 86             | 0,2 %  | -     |
| Total                                                                                         | Total                       | Total                 | 35 256         | 100 %  |       |
| Le taux de participation lors de l'élection était de 67,7 % et 441 bulletins ont été rejetés. |                             |                       |                |        |       |

|                                                                                               | Nom                      | Parti            | Nombre de voix | %      | Maj.  |
| --------------------------------------------------------------------------------------------- | ------------------------ | ---------------- | -------------- | ------ | ----- |
|                                                                                               | Lionel Carmant           | Coalition avenir | 12 186         | 33,8 % | 2 048 |
|                                                                                               | Diane Lamarre (sortante) | Parti québécois  | 10 138         | 28,1 % | -     |
|                                                                                               | Manon Blanchard          | Québec solidaire | 6 382          | 17,7 % | -     |
|                                                                                               | Mohammed Barhone         | Libéral          | 6 042          | 16,7 % | -     |
|                                                                                               | Mel-Lyna Cadieux Walker  | Vert             | 766            | 2,1 %  | -     |
|                                                                                               | Jonathan Leduc           | NPD Québec       | 349            | 1 %    | -     |
|                                                                                               | Gerardin Verty           | Conservateur     | 235            | 0,7 %  | -     |
| Total                                                                                         | Total                    | Total            | 36 098         | 100 %  |       |
| Le taux de participation lors de l'élection était de 69,1 % et 595 bulletins ont été rejetés. |                          |                  |                |        |       |